# Marcos Adamantiadis
 (avril 2017).
Si vous disposez d'ouvrages ou d'articles de référence ou si vous connaissez des sites web de qualité traitant du thème abordé ici, merci de compléter l'article en donnant les références utiles à sa vérifiabilité et en les liant à la section « Notes et références ».
Marcos Adamantiadis est un acteur belge né le 8 septembre 1972 à Louvain.

## Filmographie

### Cinéma

#### Longs métrages
- 2010 : Illégal d'Olivier Masset-Depasse : policier transfert aéroport
- 2010 : Sans queue ni tête de Jeanne Labrune : le guide
- 2011 : Un heureux événement de Rémi Bezançon : un des livreurs de réfrigérateur
- 2011 : Les Tribulations d'une caissière de Pierre Rambaldi : le policier
- 2012 : La Clinique de l'amour d'Artus de Penguern : un agent de sécurité
- 2012 : Hors les murs de David Lambert : douanier
- 2013 : La Marque des anges de Sylvain White : responsable sécurité parking
- 2013 : Une place sur la Terre de Fabienne Godet : le policier
- 2013 : Le Berceau des ombres de Jerôme Jacob : l'ouvrier
- 2013 : Troisième bande pour septième art de Anis Haboubi : l'inspecteur de police
- 2014 : Jacques a vu de Xavier Diskeuve : un journaliste
- 2014 : Nous Quatre de Stéphane Hénocque : Hervé
- 2015 : 46, xx de Guido de Craene : Thierry
- 2015 : The Price of Desire de Mary McGuckian : Gustave Miklos
- 2017 : Le Serpent aux mille coupures d'Éric Valette : le gendarme

#### Courts métrages
- 2011 : Comme des héros de Véronique Jadin : le deuxième garde
- 2011 : La Ligne de Jerôme Jacob : le soldat Rolland
- 2012 : Nibiru de Jerôme Jacob : voyou 1
- 2012 : Un départ de Mathilde Mazabrard : Simon
- 2013 : Autophagia d'Anton Vodenitcharov : un GI
- 2013 : Focus-pocus de Dave Lojek : the merry/tough guy
- 2013 : Le Zinneke d'Emmanuel Russeil et Erwan Szejnok : le gérant de la friterie
- 2013 : Massacre autour d'une pizza d'Arnaud Pluquet : Bobby
- 2013 : Rip deal de Michael BenSalah : Peeter Huisman
- 2013 : Expo de Guido De Craene
- 2015 : Ineffaçable de Grégory Lecocq : le policier

### Télévision
- 2011 : Ciné-station de Philippe Reynaert : "Tintin", sketch avec Christophe Bourdon

### Publicité
- 2010 : Activia (Danone) diffusée sur RTL-TVI : le père de famille roux
- 2011 : Renault utilitaire (photo)
- 2013 : La Ligue Braille : le motard
- 2013 : Sweet-Lemon (chaussures) : le client dans la vitrine
- 2013 : Randstad (entreprise) (Pays-Bas) : l'employé

### Internet
- 2012 : clip Addiction
- 2012 : clip plus ou moins de Patrick Spadrille

## Théâtre
- 2011 : Ris-Boules-Dingues mis en scène par Bernard Suin au théâtre "Le poche" Charleroi
- 2012 : L'union fait la farce au théâtre "Le poche" Charleroi

### Improvisation
- membre de l'équipe "les Saxapatates" de Dinant  de la http://www.fbia.be/